# Pueraria
Genre
Pueraria, les puéraires, est un genre de plantes à fleurs de la famille des Fabaceae. Il comprend des espèces originaires d'Extrême-Orient.
Elles sont utilisées comme substitut du tabac. Le kudzu est cultivé dans son aire d'origine pour ses racines fournissant une fécule alimentaire. C'est une plante grimpante qui peut se montrer par ailleurs très envahissante.

## Liste d'espèces
Selon ITIS (30 janvier 2014) :
- Pueraria montana (Lour.) Merr.
- Pueraria phaseoloïdes (Roxb.) Benth.

Selon NCBI (25 novembre 2024) :
- Pueraria alopecuroides
- Pueraria bella
- Pueraria bouffordii
- Pueraria calycina
- Pueraria candollei
  - variété Pueraria candollei var. candollei
  - variété Pueraria candollei var. mirifica
- Pueraria edulis
- Pueraria grandiflora
- Pueraria imbricata
- Pueraria lacei
- Pueraria montana
  - variété Pueraria montana var. lobata
  - variété Pueraria montana var. montana  
  - variété Pueraria montana var. thomsonii
- Pueraria omeiensis
- Pueraria pseudohirsuta
- Pueraria pulcherrima
- Pueraria sikkimensis
- Pueraria tuberosa

Selon The Plant List (30 janvier 2014) :
- Pueraria alopecuroides Craib
- Pueraria bella Prain
- Pueraria bouffordii H. Ohashi
- Pueraria calycina Franch.
- Pueraria candollei Benth.
- Pueraria edulis Pamp.
- Pueraria garhwalensis L.R.Dangwal & D.S.Rawat
- Pueraria imbricata Maesen
- Pueraria lacei Craib
- Pueraria maclurei (F.P. Metcalf) F.J. Herm.
- Pueraria montana (Lour.) Merr.
- Pueraria peduncularis (Benth.) Benth.
- Pueraria phaseoloïdes (Roxb.) Benth.
- Pueraria pulcherrima (Koord.) Koord.-Schum.
- Pueraria sikkimensis Prain
- Pueraria stracheyi Baker
- Pueraria stricta Kurz
- Pueraria tuberosa (Willd.) DC.
- Pueraria wallichii DC.
- Pueraria xyzhuii H. Ohashi & Iokawa

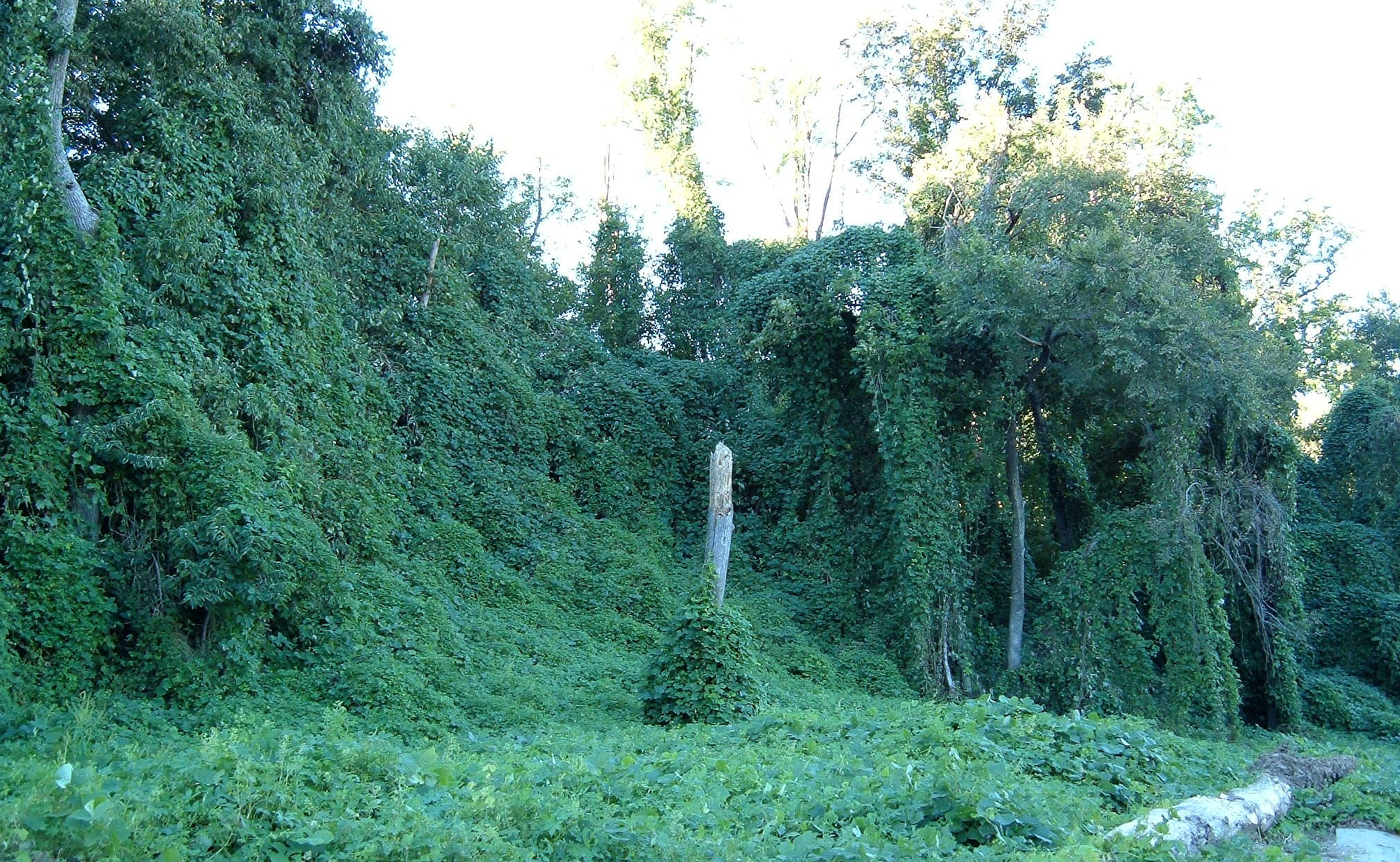
Kudzu envahissant les arbres à Atlanta, USA

### Bases taxinomiques
- (en) Flora of China : Pueraria  (consulté le 30 janvier 2014)
- (en) Flora of Pakistan : Pueraria  (consulté le 30 janvier 2014)
- (en) Flora of Missouri : Pueraria  (consulté le 30 janvier 2014)
- (en) GRIN : genre Pueraria DC. (+liste d'espèces contenant des synonymes) (consulté le 30 janvier 2014)
- (fr + en) ITIS : Pueraria DC. (consulté le 30 janvier 2014)
- (en) NCBI : Pueraria (taxons inclus)
- (fr) Tela Botanica (France métro) : Pueraria DC. (consulté le 30 janvier 2014)
- (en) The Plant List : Pueraria  (consulté le 30 janvier 2014)
- (en) Tropicos : Pueraria DC.  (+ liste sous-taxons) (consulté le 30 janvier 2014)
- (fr + en) EOL : Pueraria (consulté le 19 janvier 2019)